# Iwan Mścisławowicz
Iwan Mścisławowicz (zm. 1227) – książę łucki, jedyny syn i spadkobierca Mścisława Niemego. 

Wraz z ojcem brał udział w bitwie nad rzeką Kałką w 1223 roku. Odziedziczył księstwo łuckie po śmierci ojca około 1226. Zmarł w 1227 roku. Brak danych dotyczących jego małżeństw i potomstwa. Po śmierci Iwana po władzę w Łucku sięgnął jego brat stryjeczny Jarosław Ingwarowicz.